# Uggeltjärnen (Malungs socken, Dalarna)
Uggeltjärnen är en sjö i Malung-Sälens kommun i Dalarna och ingår i Dalälvens huvudavrinningsområde.